# Psilochilus
Psilochilus is een geslacht van tropische orchideeën uit de onderfamilie Epidendroideae.
Het zijn weinig opvallende terrestrische planten uit de regenwouden van Zuid-Amerika.

## Naamgeving en etymologie
De botanische naam Psilochilus is afkomstig uit vanOudgrieks ψιλός, psilos (naakt, glad), en χεῖλος, cheilos (lip) en slaat op de gladde, onbehaarde bloemlip.

## Kenmerken
Psilochilus-soorten zijn altijdgroene terrestrische orchideeën. Ze bezitten een kruipende wortelstok, vlezige adventiefwortels en een bloemstengel die deels liggend, deels rechtop staat, omgeven door losse bladscheden, en voorzien van dikke membraneuze bladeren.
De bloeiwijze is een eindstandige aar met een klein aantal bloemen die zich een voor een openen. De bloemen zijn klein en weinig geopend. Kelkbladen en kroonbladen zijn gelijkvormig, spatelvormig, de kelkbladen met een duidelijke kiel langs de middennerf. De bloemlip is langer dan de andere bloembladen, drielobbig en glad. Het gynostemium is lang knotsvormig, met drie ribben en een gelobde top. De helmknop is eindstandig en draagt vier pollinia.
Enkele Psilochilus-soorten met efemere (eendaagse) bloemen kennen een perfecte synchronisatie van de bloei, waarbij binnen een populatie bij alle planten de bloemknoppen zich op de ochtend van dezelfde dag openen, om nog dezelfde dag te verwelken.

## Habitat en verspreiding
Psilochilus-soorten groeien op vochtige, humusrijke bodem in tropische laagland- en montane regenwouden van noordelijk Zuid-Amerika en de Andes.

## Soorten
Het geslacht telt zeven of acht soorten. De typesoort is Psilochilus modestus Barb.Rodr. (1881).
- Psilochilus carinatus Garay (1978)
- Psilochilus dusenianus Kraenzl. ex Garay & Dunst. (1965)
- Psilochilus ecuadoriensis
- Psilochilus macrophyllus (Lindl.) Ames (1922)
- Psilochilus maderoi (Schltr.) Schltr. (1926)
- Psilochilus modestus Barb.Rodr. (1881)
- Psilochilus mollis Garay (1978)
- Psilochilus physurifolius (Rchb.f.) Løjtnant (1977)